# William E. Lee
William Erwin Lee (geboren am 27. Januar 1882 im Madison County (North Carolina); gestorben am 5. Dezember 1955 in Washington D. C.) war ein amerikanischer Jurist und Staatsbediensteter. Von 1930 bis 1952 war er Mitglied der amerikanischen Regulierungsbehörde Interstate Commerce Commission.

## Leben
William E. Lee wurde als Sohn von R. F. Lee und Althea West Lee geboren und besuchte zunächst die öffentliche Schule. 1903 schloss er die University of Idaho mit einem A.B. ab. Danach studierte er für ein Jahr an der University of Washington, bevor er eine Stelle als Sekretär bei dem Mitglied des Repräsentantenhauses Burton L. French annahm. Gleichzeitig studierte er an der George Washington University Law School Jura und schloss das Studium mit LL.B. ab. Anschließend arbeitete er in einer Anwaltskanzlei in Moscow (Idaho). Während dieser Zeit gehörte unter anderem die Northern Pacific Railroad zu seinen Klienten. Im Ersten Weltkrieg diente er im Quartermaster Corps. Ab 1922 war er beisitzender Richter am Supreme Court von Idaho und ab 1926 Präsident dieses Gerichts.
Am 9. Januar 1930 wurde der Republikaner von Präsident Herbert Hoover zum Nachfolger von Johnston B. Campbell in der Interstate Commerce Commission für die restliche Amtszeit bis zum Jahresende 1931 nominiert. Nach der Bestätigung durch den United States Senat am 16. Januar 1930, legte er am 18. Januar 1930 seinen Amtseid ab. Im Dezember 1931 wurde er für eine weitere Amtszeit bestätigt. In den Jahren 1934 und 1948 leitete er turnusgemäß die Behörde. Unter den Präsidenten Franklin D. Roosevelt und Harry S. Truman erfolgten am 24. April 1939 und am 10. Dezember 1945 weitere Bestätigungen, bis zum 31. Dezember 1952. Am 18. August 1953 beendete er seine Tätigkeit. Sein Nachfolger wurde Howard G. Freas.
Er verstarb am 5. Dezember 1955 und wurde auf dem Arlington National Cemetery beigesetzt. Er war verheiratet und hatte drei Söhne und zwei Töchter.